# Le Rhodanien
Le Rhodanien a été le nom de deux trains rapides de voyageurs qui ont circulé dans le sillon Rhodanien, nom donné à la vallée du Rhône. 

## Histoire

### Train de Genève à Marseille
Le premier train a été créé le 31 mai 1964, et a disparu le 25 mai 1971. Il a été remplacé par un train Intercités de Genève à Marseille.
Il circulait entre Genève-Cornavin et Marseille-Saint-Charles via Culoz, Chambéry - Challes-les-Eaux, Grenoble, Valence-Ville et Avignon-Centre, sous la forme d'un train rapide de première classe à supplément. 
Il était assuré en traction diesel par des rames RGP X 2770 du dépôt de Marseille-Blancarde.
Il correspond aujourd'hui au service commercial TGV de Genève-Cornavin à Marseille-Saint-Charles qui emprunte la ligne de Lyon-Perrache à Genève (frontière) puis la ligne de Combs-la-Ville à Saint-Louis (LGV).
Cependant, depuis le 22 février 2014, un TGV circulant seulement les weekends de la saison hivernale, effectue, à nouveau le parcours originel, entre Aix-les-Bains et Marseille, empruntant la Ligne du Sillon Alpin via Grenoble (itinéraire totalement électrifié), son origine et son terminus sont reportés à Annecy.

### Train de Paris à Marseille
Le second train qui a porté ce nom a été créé le 25 mai 1971. Il correspondait à une relation Trans Europ Express entre Paris-Gare de Lyon et Marseille-Saint-Charles (TEE 16 & 17). Il a cessé de circuler le 29 septembre 1978.
Assuré avec des voitures du type "Mistral 69", il effectuait le parcours de Paris à Marseille en 6 h 35 et desservait Lyon-Perrache, Valence-Ville et Avignon-Centre.